# Fejervarya
Fejervarya is een geslacht van kikkers uit de familie Dicroglossidae. De groep werd voor het eerst wetenschappelijk beschreven door István József Bolkay in 1915.
Er zijn tegenwoordig 40 soorten, inclusief de pas in 2016 beschreven soort Fejervarya dhaka. Vroeger was het soortenaantal lager en waren er ongeveer 12 soorten. Veel kikkers die tot het geslacht Fejervarya werden gerekend, werden worden op basis van nieuwe inzichten bij andere geslachten ingedeeld. Veel soorten werden bijvoorbeeld aan het geslacht Zakerana toegekend en enkele andere tot Minervarya. Later is dit echter weer teruggedraaid waardoor de literatuur niet altijd eenduidig is over deze groep van kikkers.
Alle soorten komen voor in delen van Azië en leven in de landen Bangladesh, China, India, Japan, Myanmar, Nepal, Papoea-Nieuw-Guinea, Pakistan en Sri Lanka.

## Soorten
Geslacht Fejervarya
- Soort Fejervarya andamanensis
- Soort Fejervarya asmati
- Soort Fejervarya brevipalmata
- Soort Fejervarya cancrivora
- Soort Fejervarya caperata
- Soort Fejervarya chilapata
- Soort Fejervarya dhaka
- Soort Fejervarya gomantaki
- Soort Fejervarya granosa
- Soort Fejervarya greenii
- Soort Fejervarya iskandari
- Soort Fejervarya kawamurai
- Soort Fejervarya keralensis
- Soort Fejervarya kirtisinghei
- Soort Fejervarya kudremukhensis
- Soort Fejervarya limnocharis
- Soort Fejervarya modesta
- Soort Fejervarya moodiei
- Soort Fejervarya mudduraja
- Soort Fejervarya multistriata
- Soort Fejervarya murthii
- Soort Fejervarya mysorensis
- Soort Fejervarya nepalensis
- Soort Fejervarya nicobariensis
- Soort Fejervarya nilagirica
- Soort Fejervarya orissaensis
- Soort Fejervarya parambikulamana
- Soort Fejervarya pierrei
- Soort Fejervarya pulla
- Soort Fejervarya rufescens
- Soort Fejervarya sahyadris
- Soort Fejervarya sakishimensis
- Soort Fejervarya sauriceps
- Soort Fejervarya schlueteri
- Soort Fejervarya sengupti
- Soort Fejervarya syhadrensis
- Soort Fejervarya teraiensis
- Soort Fejervarya triora
- Soort Fejervarya verruculosa
- Soort Fejervarya vittigera

Allopaa · 
Chrysopaa · 
Euphlyctis · 
Fejervarya · 
Hoplobatrachus · 
Limnonectes · 
Nannophrys · 
Nanorana · 
Ombrana · 
Quasipaa · 
Sphaerotheca